# Едвард Аснер
Ед Аснер (англ. Ed Asner; 15 листопада 1929, Канзас-Сіті — 29 серпня 2021) — американський актор театру, кіно, телебачення й естради, президент Гільдії кіноакторів США у 1981–1985 роках. 2009 року озвучив Карла Фредріксена в мультфільмі студії Pixar «Вперед і вгору». У США найбільш відомий за роллю директора новинних програм Лу Гранта з ситкому «Шоу Мері Тайлер Мур» і його спін-офу «Лу Грант».

## Ранні роки
Народився в місті Канзас-Сіті, штат Міссурі, але виріс у Канзас-Сіті, штат Канзас. Його батьки були ортодоксальними євреями. У його матері, домогосподарки Ліззі, були предки з Росії, а батько Морріс Девід Аснер працював у магазині вживаних товарів. Аснер здобував освіту у середній школі Wyandotte High School та в Чиказькому університеті. Служив у військах зв'язку США в Європі, де брав участь в армійському театрі, з яким давав вистави в різних військових частинах.

## Кар'єра
Після служби в армії Аснер приєднався до трупи чиказького Playwrights Theatre Company, але переїхав до Нью-Йорка раніше, ніж у середині 1950-их той театр був перетворений на кабаре-ревю Compass Players. Пізніше він потрапив до шоу The Second City, правонаступника Compass Players. У Нью-Йорку Аснер зіграв Джонатана Джеремі Пічема у бродвейській постановці «Тригрошова опера», після чого почав грати невеликі ролі на телебаченні. З'явився з невеликими ролями в серіалах «Місія нездійсненна», «Загарбники» тощо.
Найвідомішим його телеперсонажем є Лу Грант, якого він вперше зобразив у «Шоу Мері Тайлер Мур» 1970 року. 1977 року після закриття ситкому про Лу Гранта зробили однойменний серіал. На відміну від півгодинного ситкому «Шоу Мері Тайлер Мур», годинний «Лу Грант» був драмою про журналістів. Аснер також виконав головні ролі в серіалах «Алея грому» та «Студія 60 на Сансет-стріт».
Аснер зіграв капітана Девіса, який викрав і продав у рабство Кунта Кінто, в мінісеріалі «Коріння», отримавши за ту роль премію «Еммі». Він знову став володарем цієї статуетки, загравши роль Акселя Джордаша в теледрамі «Багач, бідняк». Також він зіграв Папу Римського Іоанна XXIII в італійському телефільмі Papa Giovanni — Ioannes XXIII (2002).
Едвард Аснер також добре відомий і як актор озвучування. Його голосом говорять Джей Джона Джеймсон у мультсеріалі «Людина-павук», Гадсон у «Гаргульях», Джабба Гатт у радіопостановці «Зоряних воєн», майстер Врук Ламар в іграх Star Wars: Knights of the Old Republic і Star Wars: Knights of the Old Republic II — The Sith Lords, Роланд Даггетт у мультсеріалі «Бетмен», Косгроув у «Фріказоїді» й Ед Вунклер у «Гетто». Аснер також став оповідачем у низці документальних фільмів.
2009 року озвучив Карла Фредріксена в мультфільмі «Вперед і вгору». За ту роботу він отримав високу оцінку від багатьох кінокритиків, а один з них навіть запропонував, щоб «Академія кінематографічних мистецтв і наук» на «Оскарі» заснувала категорію «За найкраще озвучування в анімаційному фільмі» і віддала перемогу Аснеру.
Взяв участь у пілотній серії комедійного серіалу Country Music Television Regular Joe, а в липні 2010 Аснер закінчив озвучування документального фільму Shattered Hopes: The True Story of the Amityville Murders, що розповідає про вбивство Рональдом Дефео своєї родини. У січні 2011 року Аснер виконав другорядну роль у ситкомі Робочий клас. З осені 2011 грає одну з головних ролей в канадському серіалі «Майкл: Щовівторка і щочетверга».
2001 року Аснер був нагороджений премією Гільдії кіноакторів США за внесок в кінематограф. Аснер виграв більше «Еммі» за акторську гру, ніж будь-який інший актор (сім, в тому числі п'ять за роль Лу Гранта). 2003 року введений до Зали слави Академії телевізійних мистецтв і наук.

## Особисте життя
Від 1959 до 1988 року Едвард Аснер був одружений з Ненсі Сайкс. Від того шлюбу народилися троє дітей: Кейт (актриса телебачення) та двійнята Меттью й Ліза. 1987 року у нього з'явився син від Керол Джин Вогельман Чарльз, у якого виявили аутизм. Аснер також є членом консультативної ради фірми, розташованої в передмісті Чикаго, яка наймає людей з аутизмом для проходження тестів і комп'ютерних програм.
Від 1991 року зустрічався з продюсеркою Сінді Гілмор, з якою одружився 2 серпня 1988. Гілмор подала на розлучення 7 листопада 2007. Його колишньою невісткою є модель і телеведуча Жюль Аснер. Гевін Ньюсом, колишній чоловік його племінниці, є ексмером Сан-Франциско і чинним віцегубернатором Каліфорнії.